# بنجامين هايد إيدجيرتون
بنجامين هايد إيدجيرتون هو شخصية أعمال ومهندس وسياسي أمريكي، ولد في 17 أغسطس 1811، وتوفي في 9 ديسمبر 1886.